# José Pedro Charlo
José Pedro Charlo Filipovich (Montevideo, 1953) es un cineasta, productor y docente uruguayo.

## Biografía
Dirigió los largometrajes documentales: A las cinco en punto, Héctor el Tejedor, El círculo (en codirección con Aldo Garay), ganador de la Biznaga de Plata al Mejor Documental en el Festival de Málga, Mejor película en el festival de cine latinoamericano de Trieste y Premio Telesur en el festival de nuevo cine latinoamericano de La Habana,El almanaque que fue Premio Fona y mejor proyecto del Conosur en Doc Bs.As en 2008.
Su película Gurisitos, fue exhibido en la sala del Auditorio Nelly Goitiño y Sala Zitarrosa.
Sus documentales se han exhibido en festivales nacionales e internacionales, también es creador de unitarios y series de televisión.

### Filmografía
- 2000, Héctor el tejedor;  dirección y guion.
- 2002, La espera, de Aldo Garay;  producción ejecutiva
- 2004, A las cinco en punto;  dirección y guion.
- 2005, Alma Mater, de Álvaro Buela;  producción ejecutiva
- 2008, El círculo;  dirección y guion con Aldo Garay.
- 2014, El almanaque;  dirección y guion.
- 2016, Los de siempre.; dirección y guion.
- 2019, Conversaciones con Turiansky;  dirección y guion.
- 2023, Gurisitos.